# MM53FE
MM53FE bezeichnet einen Schiffstyp von Doppelendfähren. Von dem Schiffstyp wurden zwei Einheiten für die norwegische Reederei Fjord1 gebaut.

## Geschichte
Die Fähren wurden im November 2007 bestellt. Bauwerft war die norwegische Fiskerstrand Verft in Fiskarstrand. Die Rümpfe der Schiffe wurden von der Werft Western Baltija Shipbuilding in Klaipėda zugeliefert. Der Schiffsentwurf stammte von dem norwegischen Schiffsarchitekturbüro Multi Maritime in Førde.

## Beschreibung
Die Schiffe werden von zwei Scania-Dieselmotoren mit jeweils 440 kW Leistung angetrieben. Die Motoren wirken auf zwei Schottel-Propellergondeln, von denen sich jeweils eine an den beiden Enden der Fähren befindet. Für die Stromerzeugung stehen zwei von John-Deere-Dieselmotoren mit jeweils 98 kW Leistung angetriebene Stamford-Generatoren zur Verfügung.
Die Fähren verfügen über ein durchlaufendes Fahrzeugdeck mit vier Fahrspuren. Das Fahrzeugdeck ist 53,4 m lang. An beiden Enden befinden sich kurze herunterklappbare Rampen, die auf landseitige Rampen aufgelegt werden können. Das Fahrzeugdeck ist im mittleren Bereich überbaut. Hier ist seitlich das Steuerhaus angeordnet. Die nutzbare Durchfahrtshöhe beträgt 5 m. Die Aufenthaltsräume für die Passagiere befinden sich auf einer Seite des Hauptdecks. Darüber befinden sich weitere Decksaufbauten mit Einrichtungen für die Schiffsbesatzungen und verschiedenen Betriebsräumen.
Die Fähren waren mit Kapazitäten für 42 Pkw und 150 Passagiere konzipiert. Fjord1 gibt für die Vågsøy eine Kapazität von 31 Pkw und 147 Passagiere und für die Davik eine Kapazität von 45 Pkw und 196 Passagieren an.

## Schiffe
| MM53FE  | MM53FE    | MM53FE     | MM53FE      |
| Bauname | Baunummer | IMO-Nummer | Ablieferung |
| ------- | --------- | ---------- | ----------- |
| Vågsøy  | 62        | 9506837    | Juni 2009   |
| Davik   | 66        | 9506849    | Juli 2009   |

Die Schiffe werden unter norwegischer Flagge betrieben. Heimathafen ist Florø.